# يو إف سي ليلة القتال: بوتش ضد هندرسون
يو إف سي ليلة القتال: بوتش ضد هندرسون (بالإنجليزية: UFC Fight Night: Boetsch vs. Henderson)‏ هو حدث لفنون القتال المختلطة نظمته يو إف سي، أُقيم في 6 يونيو 2015، على مركز سموثي كينج في نيو أورلينز، لويزيانا، الولايات المتحدة.